# Franz Schlobach

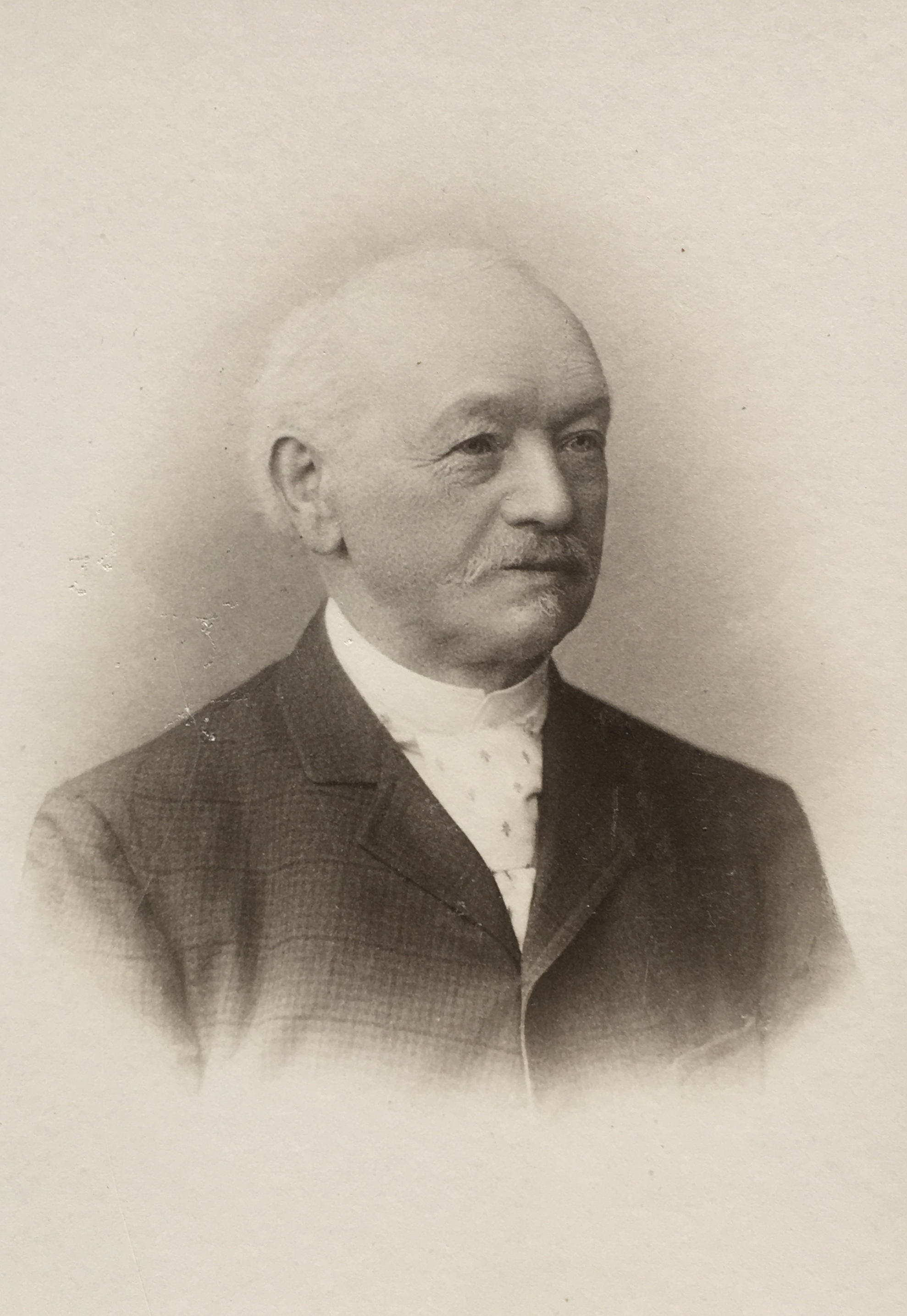
Franz Schlobach

Franz Schlobach (* 28. Februar 1824 in Düben; † 10. Oktober 1907 in Leipzig) war ein deutscher Unternehmer, Königlich Sächsischer Kommerzienrat, Gründer und Inhaber der Franz Schlobach Furnier- und Sägewerke in Böhlitz-Ehrenberg bei Leipzig.

## Leben
Franz Schlobach wurde 1824 als achtes Kind von Johann Gottlieb Schlobach (1784–1866), Mühlenbesitzer, und Johanne Christiane Heidenreuter (1793–1880) geboren. 1832 zog die Familie von Düben nach Leipzig. Die Eltern waren zuerst Pächter, ab 1845 Eigentümer der Thomasmühle an der Pleiße gegenüber der Thomaskirche. Nach dem Schulabschluss im Jahr 1838 begann Schlobach eine kaufmännische Lehre in einem Indigo- und Farbwarengeschäft in Leipzig, die er 1848 abschloss. Am 1. September 1846 übernahm er die seit dem 13. Jahrhundert bestehende Böhlitz-Ehrenberger Getreide- und Ölmühle.
Am 13. November 1846 wandelte Schlobach den Mühlenbetrieb in ein Furnierschneidegeschäft mit Handel von Furnierhölzern unter dem Firmennamen Franz Schlobach Furnier- und Sägewerke um. Den Antrieb durch Wasserkraft ergänzte er mit der Zeit durch Dampfturbinen. Franz Schlobach löste mit der Übernahme der Mühle und seiner Unternehmensgründung den Beginn der industriellen Entwicklung von Böhlitz-Ehrenberg aus. Bereits um 1860 war das Schlobach’sche Furnier- und Sägewerk eines der größten Deutschlands, das die bestgeschnittenen Furniere herstellte.
1863 erwarb Schlobach die von Henry Platzmann errichtete Ziegelei in Gundorf, die ihm dann in den Gründerjahren großen Gewinn einbrachte. Im selben Jahr wurde er Mitglied der Leipziger Freimaurerloge „Minerva zu den drei Palmen“.
Nach Aufhebung des staatlichen Salzmonopols 1866 stieg Schlobach in den Handel mit Kochsalz aus der Saline in Bad Dürrenberg ein und gründete daselbst unter seinem Namen ein Salz-Commissions- und Speditions-Geschäft.
In den Jahren 1863–64 unternahm er Geschäftsreisen nach Wien, St. Petersburg und Moskau. 1867 besuchte er die Pariser Weltausstellung. Ab 1874 war er Mitglied der Leipziger Gesellschaft „Harmonie“.
Von 1878 bis 1883 war er Gemeindevorstand in Böhlitz-Ehrenberg.

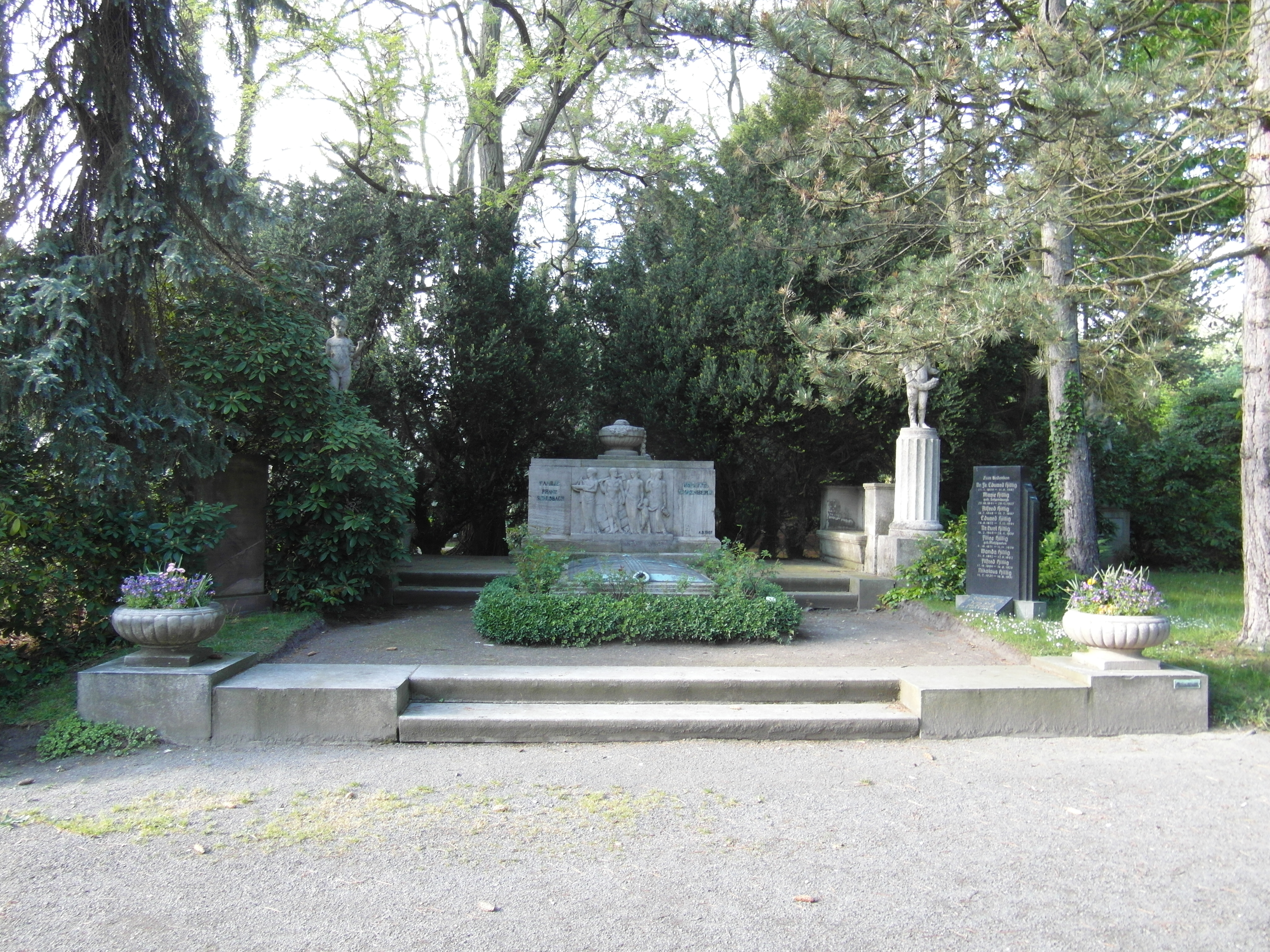
Familiengrabstätte Schlobach (2015)

Im Jahr 1905 übergab Schlobach die Fabrik in Böhlitz-Ehrenberg an die Söhne Curt, Walter und Georg Schlobach. Im folgenden Jahr wurde er zum Königlich Sächsischen Kommerzienrat ernannt.
Franz Schlobach starb am 10. Oktober 1907 in Leipzig. Er wurde im Familiengrab der Familie Schlobach auf dem Leipziger Südfriedhof beigesetzt.

## Familie
- 1850: Heirat mit Auguste geb. Voigt (1825–1870); der Ehe entstammten vier Töchter und zwei Söhne: Clara Wilhelmine Pauline Schlobach (1852–1919) verh. Cyriacus, Jenny Schlobach (1854–1943) verh. Schlimpert (in erster Ehe) und Hönicke (in zweiter Ehe), Emmeline Schlobach (1856–1939) verh. Janke, Anna Rosalie Schlobach (1861–1912) verh. Janke, Franz Curt Schlobach (1864–1932) und Franz Max Schlobach (geb. 1866).
- 1874: zweite Heirat mit Johanne Helene geb. Bambach (1846–1912). Dieser Ehe entstammten zwei Söhne: Walter Schlobach (1875–1950) und Georg Franz Schlobach (1877–1949).